# Le Iene

Le Iene (également Le Iene Show) est un programme télévisé italien d'infodivertissement diffusé par Italia 1 depuis le 22 septembre 1997.

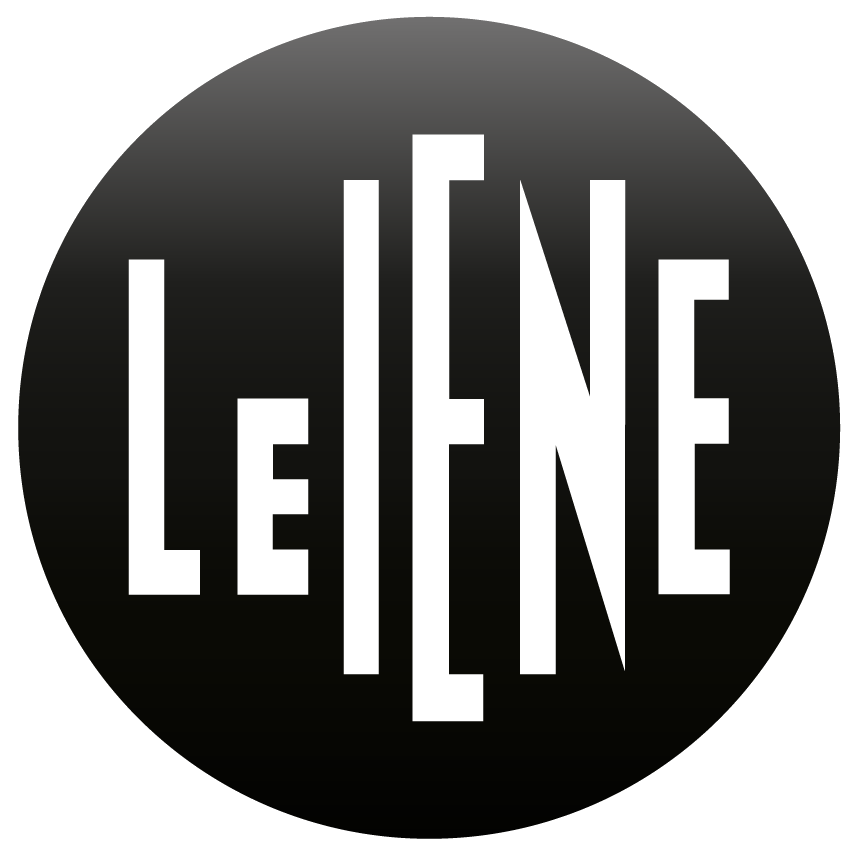
Logo

C’est une adaptation de l’émission argentine Caiga Quien Caiga.

## Description
L'émission se présente comme un approfondissement de l'actualité italienne et internationale, à travers des reportages et des provocations satiriques.
Le créateur de la version italienne du programme est Davide Parenti (it).
Le titre de l'émission Le Iene signifie « Les hyènes ». Il provient du film de Quentin Tarantino, Reservoir Dogs, sorti en Italie sous le titre Le Iene. Ces « hyènes » sont, dans le cadre de l'émission, les personnes envoyées en reportage.
Elle a été présentée, entre autres, par Ilary Blasi, Cristina Chiabotto, Fabio De Luigi, Miriam Leone, Alessia Marcuzzi, Nadia Toffa, Simona Ventura et Belén Rodríguez.